# Ambystoma nothagenes
Ambystoma nothagenes Kraus, 1985 est un urodèle qui résulte de l'hybridation entre les espèces Ambystoma texanum (Salamandre à nez court) et Ambystoma laterale (Salamandre à points bleus).

## Publication originale
- Kraus, 1985 : A new unisexual salamander from Ohio. Occasional Papers of the Museum of Zoology, University of Michigan, vol. 709, p. 1-24 (texte intégral).